# 急鼻渊
急鼻渊以鼻塞、流脓涕、头痛、不闻香臭为主要症状，为鼻科常见病、多发病之一。本病无季节性，自儿童至老人均可发病，以青少年较为多见。相当一西医的急性化脓性鼻窦炎。